# Polistes duckei
Polistes duckei är en getingart som beskrevs av Joseph Charles Bequaert 1937.
Polistes duckei ingår i släktet pappersgetingar, och familjen getingar. Inga underarter finns listade i Catalogue of Life.